# Le Cerf-volant bleu
Pour plus de détails, voir Fiche technique et Distribution.
Le Cerf-volant bleu (Lan feng zheng) est un film chinois réalisé par Tian Zhuangzhuang, sorti en 1993.

## Synopsis
À travers les yeux de l'enfant Tietou, le film reflète les mouvements politiques du continent de 1953 à 1967. L'héroïne est Chen Shujuan, la mère de Tietou. Son premier mari a été classé par erreur comme un droitier et a été écrasé à mort par un arbre tombé pendant la réforme du travail dans le nord. Li Guodong a toujours eu honte de la mère et du fils Tietou, et a décidé de prendre soin d'eux, devenant le deuxième mari de Shu Juan, mais à la fin du Grand Bond en Avant, il a souffert de maladie et est mort de malnutrition. Le troisième mari était un ancien combattant et sa famille était supérieure. Deux jours seulement après le décès de la mère et de l'enfant Tietou, la révolution culturelle a éclaté. Le vieux Wu (troisième mari) a été tué par des rebelles pendant la révolution culturelle. Sur un ton triste et sombre, ce film raconte des décennies de vieilles terres et de vieilles choses, et met en perspective le sort des personnes enfouies sous les cendres historiques.

## Fiche technique
- Titre : Le Cerf-volant bleu
- Titre original : 蓝风筝, Lan feng zheng
- Réalisation : Tian Zhuangzhuang
- Scénario : Xiao Mao
- Pays d'origine : Chine
- Format : couleurs - 1,85:1 - Dolby - 35 mm
- Genre : drame
- Durée : 140 minutes
- Date de sortie : 1993

## Distribution
- Tian Yi : Tietou enfant
- Wenyao Zhang : Tietou enfant
- Xiaoman Chen : Tietou adolescent
- Liping Lü : Chen Shujuan
- Quanxin Pu : Lin Shaolong
- Xuejian Li : Li Guodong
- Baochang Guo : 3e époux
- Ping Zhong : Chen Shusheng
- Quanzhong Chu : Chen Shuyan
- Xiaoying Song : Sis
- Hong Zhang : Zhu Ying
- Yanjin Liu : mère de Shujuan
- Bin Li : grand-mère
- Zhang Lu : Mme Lan
- Donglin Guo : Lin Yunwei